# Tabuadelo e São Faustino
Tabuadelo e São Faustino (llamada oficialmente União das Freguesias de Tabuadelo e São Faustino) es una freguesia portuguesa del municipio de Guimarães, distrito de Braga.

## Historia
Fue creada el 28 de enero de 2013 en aplicación de una resolución de la Asamblea de la República de Portugal promulgada el 16 de enero de 2013 con la unión de las freguesias de São Faustino y Tabuadelo, pasando su sede a estar situada en la antigua freguesia de Tabuadelo.

## Demografía
| Gráfica de evolución demográfica de Tabuadelo e São Faustino entre 2011 y 2021 |
|                                                                                |
| Datos según el nomenclátor publicado por el INE portugués.                     |